# Kostel svatého Mikuláše (Nížkov)
Kostel svatého Mikuláše je kostel v Nížkově zasvěcený svatému Mikuláši. Stojí v centru obce v okrouhlém parčíku nedaleko hlavní silnice. Při jeho západním průčelí stojí Nížkovská kostnice.

## Historie
Cisterciáčtí mniši z Oseka, kteří se v Nížkově pokoušeli založit novou filiaci, začali s výstavbou kostela ve 30. letech 13. století. Již v roce 1239 však museli Nížkov opustit a kostel zůstal nedokončen, přesto však sloužil náboženským obřadům. Po roce 1485 byl přestavěn v raně gotickém slohu na místě dřevěného kostelíka. Z počátku 17. století pochází renesanční křtitelnice, kterou pravděpodobně používali i protestanti, kteří místo používali v době před Bílou horou. V roce 1614 kostel získal zvon, který přečkal obě světové války a je v provozu. V roce 1753 nechal polenský děkan Petr Florián přistavět ke gotickému presbytáři barokní loď, vyměnit původní gotická okna a zvýšit hranolová věž o třetí patro. Roku 1852 zde byly instalovány varhany, které vytvořil Jan Viktora z Prahy. Hlavní oltář z roku 1877 je zasvěcen svatému Mikuláši, vedlejší oltáře zasvěcené Panně Marii a svatému Václavu pochází z roku 1870, respektive 1873. V roce 1930 v severní části kostela zřídili oltář sv. Terezie. Z roku 1972 pochází oltář Božího hrobu. Kulturní památkou se stal před rokem 1988. Roku 1992 kostel získal další dva zvony.

## Architektura
Jednolodní stavba má pětiboký presbytář, který je síťově a žebrově klenutý, a nachází se zde několik pozdně románských prvků. Sakristie je neobvyklého tvaru, neboť byla zamýšlena jako kaple v boční chrámové lodi. Po stranách hlavního oltáře zasvěceného sv. Mikuláši stojí sochy sv. Petra a Pavla. Barokní kazatelna stojí vedle vchodu do sakristie. V kostele se nachází tři oltáře, hlavní je zasvěcen svatému Mikuláši, vedlejší pak Panně Marii a svatému Václavovi, vedle něhož se nachází renesanční křtitelnice. Před hlavním oltářem visí dřevěný kříž.